# Los Telares, Mexiko
Los Telares är en ort i Mexiko.   Den ligger i kommunen Zacualpan och delstaten Veracruz, i den sydöstra delen av landet, 140 km nordost om huvudstaden Mexico City. Los Telares ligger 1 721 meter över havet och antalet invånare är 171.
Terrängen runt Los Telares är bergig österut, men västerut är den kuperad. Runt Los Telares är det ganska tätbefolkat, med 56 invånare per kvadratkilometer. Närmaste större samhälle är San Bartolo Tutotepec, 15,5 km öster om Los Telares. I omgivningarna runt Los Telares växer i huvudsak blandskog.